# Lijst van kastelen in Schotland
Kastelen in Scotland is een lijst van kastelen in Schotland.
Er zijn ongeveer 3000 kastelen in Schotland, variërend in grootte van grote residenties tot grote militaire kastelen met veel kamers of eenvoudig ingericht. Vele van deze kastelen zijn nu ruïnes.
Deze lijst is dan ook niet compleet.

## Aberdeenshire
- Balmoral Castle (Balmoral Castle)
- Birse Castle
- Bognie Castle (also known as Conzie Castle)
- Braemar Castle (Braemar Castle)
- Castle of Park (Aberdeenshire)
- Corgarff Castle
- Craigievar Castle
- Craigston Castle
- Crathes Castle
- Castle Fraser
- Delgatie Castle
- Drum Castle
- Drumtochty Castle
- Dunnideer Castle
- Dunnottar Castle
- Eden Castle
- Fasque Castle
- Fetteresso Castle
- Forbes Castle
- Fyvie Castle
- Esselmont Castle
- Findlater Castle
- Glenbuchat Castle
- Hatton Castle
- Huntly Castle
- Inverallochy Castle
- Invercauld Castle
- Kildrummy Castle
- Kincardine Castle
- Kinnaird Head Castle
- Kinnairdy Castle
- Kindrochit Castle
- Leslie Castle
- Muchalls Castle
- Moreland Castle
- Pitsligo Castle (ook bekend als Pitsligo Palace)
- Slains Castle
- Terpersie Castle
- Tolquhon Castle

## Angus
- Affleck Castle
- Airlie Castle
- Brechin Castle
- Careston Castle
- Colliston Castle
- Cortachy Castle
- Ethie Castle
- Edzell Castle
- Farnell Castle
- Finavon Castle
- Findlater Castle
- Fordyce Castle
- Forfar Castle
- Glamis Castle
- Guthrie Castle
- Hatton Castle
- Invermark Castle
- Inverquharity Castle
- Kellie Castle
- Kinnaird Castle
- Melgund Castle
- Red Castle

## Argyll and Bute
- Aros Castle, op het eiland Mull
- Barcaldine Castle
- Calgary Castle
- Carnasserie Castle
- Carrick Castle
- Craignish Castle
- Duart Castle, op het eiland Mull
- Dunans Castle
- Dunderave Castle
- Dunollie Castle
- Duntrune Castle
- Dunstaffnage Castle
- Fincharn Castle
- Glengorm Castle
- Innes Chonnel Castle
- Inveraray Castle
- Kames Castle
- Kilchurn Castle
- Kilmartin Castle
- Kilmory Castle
- Old Castle Lachlan
- Minard Castle
- Moy Castle
- Rothesay Castle op het eiland Bute
- Saddell Castle
- Skipness Castle
- Castle Stalker
- Castle Sween
- Tarbert Castle
- Torosay Castle
- Torrisdale Castle

## Clackmannanshire
- Alloa Tower
- Broomhall Castle
- Clackmannan Tower
- Castle Campbell
- Menstrie Castle

## Dumfries and Galloway
- Auchen Castle
- Baldoon Castle
- Barholm Castle
- Caerlaverock Castle
- Cardoness Castle
- Carsluith Castle
- Castle of Park
- Castle of St. John
- Closeburn Castle
- Comlongon Castle
- Drumcoltran Tower
- Drumlanrig Castle
- Dunskey Castle
- Gilnockie Tower
- Castle Kennedy
- Kirkconnell Tower
- Lochmaben Castle
- Lochnaw Castle
- MacLellan's Castle
- Morton Castle
- Orchardton Tower
- Sanquhar Castle
- Sorbie Tower
- Threave Castle
- Tibbers Castle
- Torthorwald Castle
- Wreaths Tower

## Dundee
- Broughty Castle
- Castle Huntly (HM Prison)
- Claypotts Castle
- Dudhope Castle
- Mains Castle

## Ayrshire
- Barr Castle
- Caprington Castle
- Carnell Castle
- Cessnock Castle
- Craufurdland Castle
- Dean Castle
- Kingencleuch Castle
- Loch Doon Castle
- Loudoun Castle
- Mauchline Castle
- Newmilns Tower
- Sorn Castle
- Terringzean Castle
- Trabboch Castle

## Dunbartonshire
- Craigend Castle
- Mugdock Castle

## Lothian
- Ballencrief Castle
- Borthwick Castle
- Dirleton Castle
- Dunbar Castle (zie John Muir Country Park)
- Duns Castle
- Fenton Tower
- Hailes Castle
- Lufness Castle
- Preston Tower
- Tantallon Castle
- Thirlestane Castle

## Renfrewshire
- Mearns Castle

## Edinburgh
- Barnbougle Castle
- Craigmillar Castle
- Dalhousie Castle
- Edinburgh Castle (Edinburgh Castle)
- Lauriston Castle
- Liberton Tower (Liberton Tower)
- Melville Castle
- Merchiston Castle

## Falkirk
- Airth Castle
- Almond Castle
- Blackness Castle
- Castle Cary Castle
- Elphinstone Tower

## Fife
- Aberdour Castle
- Arnot Tower
- Balgonie Castle
- Ballinbreich Castle
- Collairnie Castle
- Couston Castle
- Dairsie Castle
- Denmylne Castle
- Earlshall Castle
- Falkland Palace
- Fernie Castle
- Fordell Castle
- Kellie Castle
- Lochore Castle
- Lordscairnie Castle
- Myres Castle
- Newark Castle
- Pitreavie Castle
- Ravenscraig Castle
- Rossend Castle
- Rosyth Castle
- Rumgally House
- St Andrews Castle
- Scotstarvit Castle
- Wemyss Castle

## Glasgow
- Cathcart Castle
- Crookston Castle
- Haggs Castle

## Highland
- Achnacarry
- Ackergill Tower
- Ardtonish Castle
- Ardvreck Castle
- Balnagown Castle
- Beaufort Castle
- Braal
- Brahan Castle
- Brims Castle
- Carbisdale Castle
- Castle of May
- Castle of Old Wick
- Castle Sinclair Girnigoe
- Castle Stalker
- Cawdor Castle
- Castle Craig
- Dalcross Castle
- Dornoch Castle
- Dounreay Castle
- Dunbeath Castle
- Dunrobin Castle
- Dunvegan Castle
- Eilean Donan Castle
- Erchless Castle
- Foulis Castle
- Freswick
- Girnigoe
- Glengarry Castle
- Invergarry Castle
- Inverlochy Castle
- Inverness Castle
- Keiss
- Kilravock Castle
- Kinlochaline Castle
- Castle Leod
- Lochindorb Castle
- Mingarry Castle
- Moniack Castle
- Ormlie
- Rait Castle
- Scrabster Castle
- Skibo Castle
- Strome Castle
- Castle Stuart
- Tioram Castle
- Thurso Castle
- Tulloch Castle
- Urquhart Castle

## Inverclyde
- Castle Leven
- Newark Castle

## Midlothian
- Crichton Castle
- Blackness Castle
- Dalhousie Castle
- Newbattle Castle – ook bekend als Newbattle Abbey

## Moray
- Auchindoun Castle, Dufftown
- Ballindalloch Castle
- Balvenie Castle, Dufftown
- Blervie Castle
- Brodie Castle
- Drumin Castle
- Duffus Castle
- Spynie Palace

## North Ayrshire
- Ardrossan Castle
- Brodick Castle
- Eglinton Castle
- Kelburn Castle
- Kilbirnie Palace
- Kildonan Castle
- Lochranza Castle
- Pitcon
- Rowallan Castle
- Skelmorlie Castle

## North Lanarkshire
- Bedlay Castle
- Douglas Castle

## Orkneyeilanden
- Balfour Castle
- The Bishop's Palace, Kirkwall
- Cubbie Roo's Castle, Wyre
- The Earl's Palace, Birsay
- The Earl's Palace, Kirkwall
- Kirkwall Castle
- Noltland Castle

## Perth and Kinross
- Ardblair Castle
- Balhousie Castle
- Balvaird Castle
- Blackcraig Castle
- Burleigh Castle
- Craighall Castle
- Dalnagar Castle
- Drummond Castle
- Dupplin Castle
- Edinample Castle
- Elcho Castle
- Finlarig Castle
- Forter Castle
- Huntingtower Castle
- Kinnaird Castle
- Lethendy Tower
- Lochleven Castle
- Meggernie Castle
- Castle Menzies
- Methven Castle
- Murthly Castle
- Newton Castle
- Taymouth Castle
- Tullibole Castle

## Renfrewshire
- Johnstone Castle

## Scottish Borders
- Branxholme Castle
- Cessford Castle
- Duns Castle
- Fast Castle
- Ferniehirst Castle
- Floors Castle, Kelso
- Fulton Tower
- Hermitage Castle, Newcastleton
- Jedburgh Castle and Jail
- Lochhouse Tower
- Lochwood Castle – ook bekend als Lochwood Tower
- Manderston
- Neidpath Castle, Peebles
- Newark Castle
- Nisbet House, Duns
- Paxton House
- Roxburgh Castle
- Smailholm Tower
- Thirlestane Castle, Lauder
- Traquair House
- Venlaw
- Wedderburn Castle

## Shetland
- Muness Castle
- Scalloway Castle

## South Ayrshire
- Baltersan Castle
- Blairquhan Castle
- Culzean Castle
- Dundonald Castle
- Dunure Castle
- Glenapp Castle
- Greenan Castle
- Penkill Castle
- Sundrum Castle
- Thomaston Castle
- Turnberry Castle

## South Lanarkshire
- Bothwell Castle
- Cadzow Castle
- Craignethan Castle
- Crawford Castle
- Gilbertfield Castle
- Law Castle
- Lindsay Tower
- Portencross Castle
- Strathaven Castle

## Stirling
- Buchanan Castle
- Culcreuch Castle
- Doune Castle
- Plane Tower
- Stirling Castle

## West Dunbartonshire
- Dumbarton Castle
- Balloch Castle

## West Lothian
- Dundas Castle
- Duntarvie Castle
- Linlithgow Palace
- Niddry Castle

## Westelijke Eilanden(Na h-Eileanan Siar)
- Amhuinnsuidhe Castle
- Ardvourlie Castle
- Armadale Castle (Skye)
- Borve Castle (Benbecula)
- Castle Moil, ook wel Caisteal Maol (Skye)
- Dunscaith Castle
- Duntulm Castle (Skye)
- Dunvegan Castle (Skye)
- Dunyvaig Castle (Islay)
- Finlaggan Castle (Islay)
- Gylen Castle
- Kinoch Castle
- Kisimul Castle (Barra)
- Knock Castle
- Lews Castle
- Ormacleit Castle (South Uist)